# Nervensystem

Übersicht über das menschliche Nervensystem

Das Nervensystem (lateinisch Systema nervosum) umfasst die gesamten Nervenzellen und Gliazellen eines Organismus im gemeinsamen Zusammenhang. Dieses Organsystem der Gewebetiere hat die Aufgabe, Veränderungen der äußeren Umwelt und inneren Umgebung eines Organismus als Signal aufzunehmen, aufeinander zu beziehen und mit früheren zu vergleichen.
So kann es gegebenenfalls Veränderungen des Organismus als Reaktionen veranlassen, mit denen eine bessere Anpassung an wechselnde Umgebungsbedingungen möglich wird. Damit realisiert das Nervensystem die Reizbarkeit und Erregbarkeit eines vielzelligen tierischen Lebewesens, welche die Grundeigenschaften seines Lebens sind.

## Evolution
Im Verlauf der Evolution und mit der Höherentwicklung einzelner Abteilungen des Tierreichs ist eine deutliche Tendenz zur Konzentration und damit einhergehender Spezialisierung von Teilen des Nervensystems festzustellen. Während bei primitiven Tieren noch manchen Einzelneuronen spezielle Funktionen zufallen, verrichten in hochkomplexen Nervensystemen bis zu mehrere Milliarden Neuronen im Verbund spezielle Aufgaben. In Nervensystemen mit Zentralganglien kann die Erregungsleitung der Neurone in Afferenzen und Efferenzen unterteilt werden.
Als primitivste Nervensysteme gelten die relativ homogenen Nervennetze von Nesseltieren. Bei Nesseltieren findet man Markstränge. Plattwürmer und Fadenwürmer besitzen ein strangförmiges Nervensystem. Im Laufe der weiteren Höherentwicklung setzte der Prozess der Cephalisation ein.
Zum Organsystem Nervensystem im weiteren Sinne gehören auch die Sinnesorgane, die mit Rezeptoren ausgestattet sind und somit der Reizaufnahme dienen, während die sensorischen Nerven und die motorischen Nerven der Weiterleitung von Impulsen dienen.

### Gliederfüßer

Schematischer Aufbau eines Strickleiternervensystems

Strickleiternervensystem der Insekten

Bei den Gliederfüßern kommt es bereits zur Ausbildung von höheren Verarbeitungszentren in Form mehrerer Nervenknoten (Ganglien). Diese Ganglien sind durch zwei Nervenstränge strickleiterartig miteinander verbunden, weshalb man hier von einem Strickleiternervensystem spricht. Bei den meisten dieser Tiere ist das Oberschlundganglion besonders groß ausgebildet. Es übernimmt bereits Funktionen eines „Gehirns“, insbesondere die Verarbeitung von Sinnesreizen. Die Ganglien der Körpersegmente steuern häufig die Bewegungen der Bein- und Flügelmuskulatur weitgehend autonom. Die Strickleiternervensysteme liegen (mit Ausnahme des Oberschlundganglions) unterhalb des Verdauungsapparates. Daher spricht man auch vom Bauchmark.

### Kopffüßer und Wirbeltiere

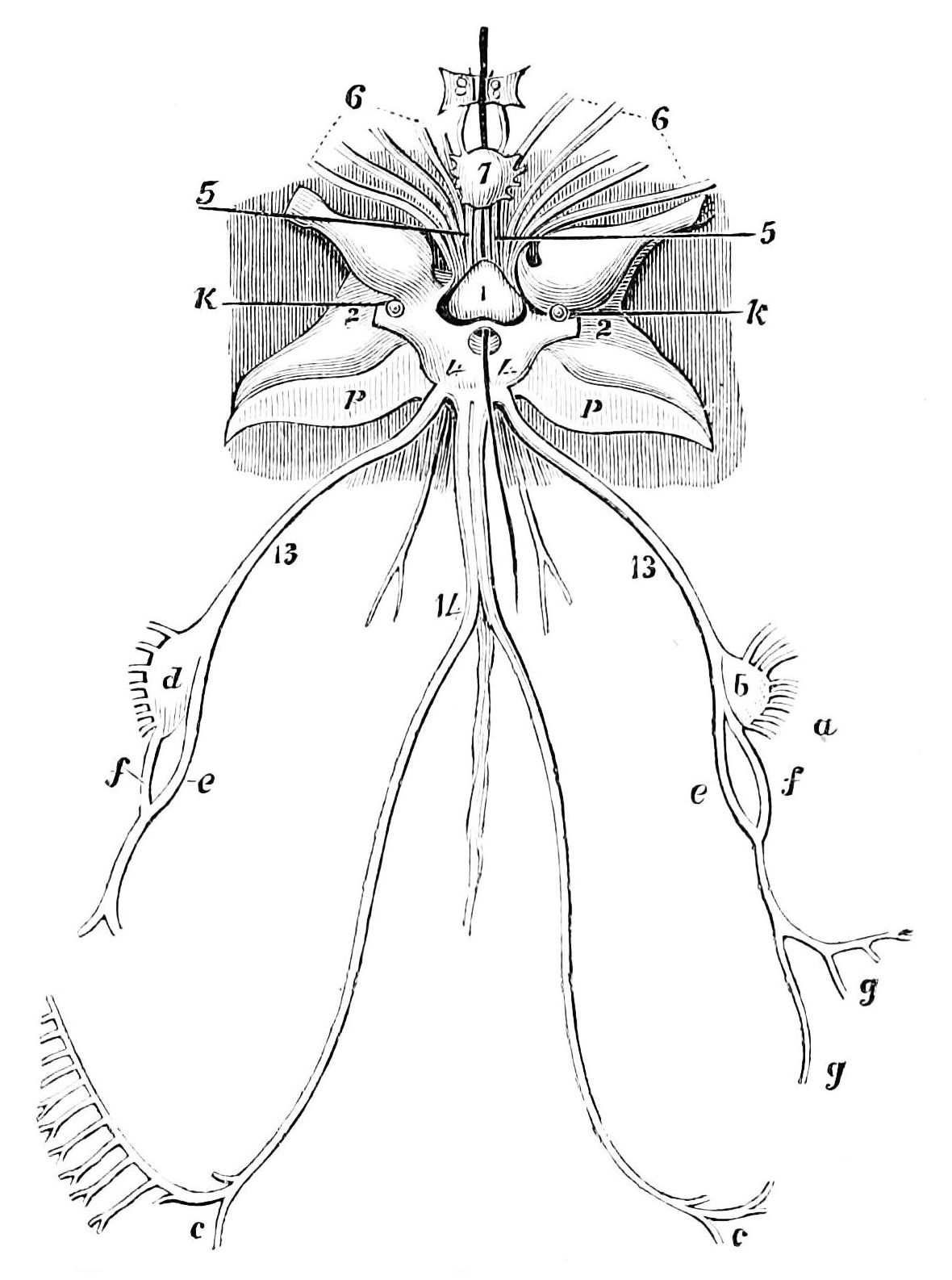
Nervensystem des Tintenfisches
(unbekannter Autor, 1876)

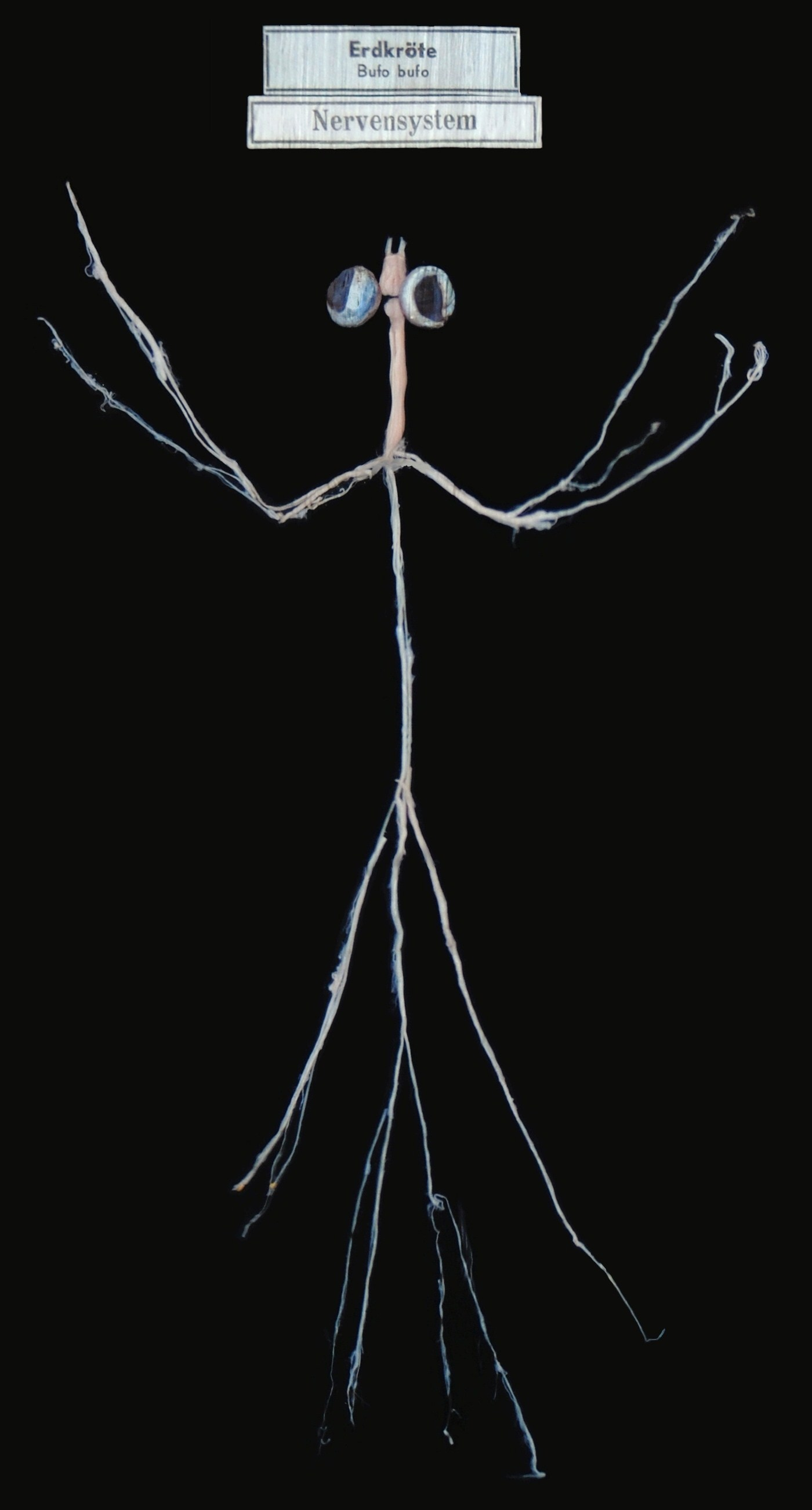
Nervensystem einer Erdkröte (Bufo bufo)

Besonders stark zentralisiert sind die Nervensysteme von Kopffüßern und Wirbeltieren. Bei ihnen werden sehr viele Funktionen des Nervensystems und der Muskeln zentral gesteuert. Man spricht daher von einem Zentralnervensystem (ZNS). Dieses besteht aus dem Gehirn und dem Rückenmark, die knöchern umhüllt sind. Die außerhalb des Zentralnervensystems liegenden neuronalen Strukturen werden als peripheres Nervensystem (PNS) bezeichnet und weisen eine Bindegewebshülle auf. Abgesehen von dieser topographischen Einteilung kann das Nervensystem auch funktionell in das somatische Nervensystem (auch animalisches Nervensystem genannt) und das vegetative Nervensystem (auch viszerales oder autonomes Nervensystem) eingeteilt werden. Dabei ist das somatische Nervensystem für die Wahrnehmung äußerer Reize und die Ausführung willkürlicher Bewegung zuständig, während das vegetative Nervensystem vorwiegend mit der Steuerung der Tätigkeit der außerhalb des Bewusstseins ablaufenden Körperfunktionen betraut ist. Das vegetative Nervensystem besteht aus dem Sympathikus und Parasympathikus als Gegenspielern und dem enterischen Nervensystem.

## Aufbau
Ein Nervensystem besteht aus vernetzten Nervenzellen sowie Gliazellen. Bei höheren Lebewesen besteht das Nervengewebe aus einem Neuronen-Netz, dessen Tätigkeit von Gliazellen unterstützt wird. Durch Modulation der extrazellulären Konzentrationen von Ionen und Transmittern sowie der Regulation des lokalen Blutflusses, von dem Sauerstoffversorgung und die Verfügbarkeit hormonaler Neuromodulatoren (Bsp. NO) abhängen, beeinflussen sie auch die Signalweitergabe von Neuron zu Neuron.
Das Nervensystem des Menschen gliedert sich in das zentrale Nervensystem mit Rückenmark und Gehirn, das periphere Nervensystem, das alle Nerven umfasst, die eine Verbindung zwischen zentralem Nervensystem und Körperperipherie schaffen (z. B. Sinnesorgane, Muskeln), sowie das autonome Nervensystem.

## Erkrankungen
Erkrankungen des Nervensystems oder neurologische Erkrankungen, wie sie vom Fachgebiet der Neurologie behandelt werden, treten meist erst im Laufe des Lebens auf. Sie haben weitreichende Folgen und schränken die Handlungsfreiheit ein. Beispiele:
- Die Amyotrophe Lateralsklerose (ALS) ist eine degenerative Krankheit des motorischen Nervensystems.
- Die Parkinson-Krankheit ist eine Krankheit des zentralen Nervensystems, die mit dem Verlust spezifischer, dopaminproduzierender Gehirnzellen einhergeht.
- Die Multiple Sklerose (MS) ist eine chronisch-entzündliche Entmarkungserkrankung des zentralen Nervensystems, deren Ursache noch nicht geklärt ist.
- Weitere Entmarkungskrankheiten
- Enzephalitis: Entzündungen des Gehirns wie Herdenzephalitis und Chorea minor
- Meningitis: Entzündungen der Hirnhäute
- Weitere Erkrankungen der Hirnhäute
- Poliomyelitis
- Neurolues (Neurosyphilis, progressive Paralyse, Tabes dorsalis)
- Europäische Schlafkrankheit
- Gefäßerkrankungen wie der ischämische Hirninfarkt und die verschiedenen Formen der Hirnblutungen sowie Aneurysmen und Thrombosen
- Epilepsie
- organische Psychosen
- Erkrankungen peripherer Nerven
- Hirntumoren

Fehlbildungen des Nervensystems werden als Dysraphie bezeichnet und sind angeborenen Fehlbildungen aufgrund eines gestörten Schlusses des Neuralrohres in der Embryonalzeit. Dazu gehört die Spina bifida (angeborene Querschnittlähmung) mit Meningozele.

## Verletzungen
Verletzungen des Nervensystems, etwa Hirnverletzungen, gehören in das Fachgebiet der Neurochirurgie.